# Seicercus castaniceps
El mosquitero coronicastaño (Seicercus castaniceps) es una especie de ave paseriforme de la familia Phylloscopidae propia del sureste de Asia.  

## Distribución y hábitat
Se encuentra en Bangladés, Bután, Camboya, China, India, Indonesia, Laos, Malasia, Birmania, Nepal, Tailandia y Vietnam. Su hábitat natural son los bosques húmedos tropicales tanto montanos como de tierras bajas.  Existen nueve subespecies, y conforma una superespecie con Seicercus grammiceps y el Seicercus montis.

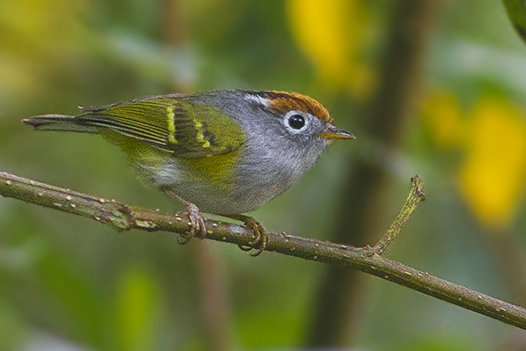
En el parque nacional Khangchendzonga, Sikkim occidental, India.

Es una especie arbórea y su alimento consiste mayormente de insectos.  Si bien no se la considera una especie migratoria, puede realizar cortos desplazamientos hacia zonas con distintas elevaciones.